# Siegfried Stohr

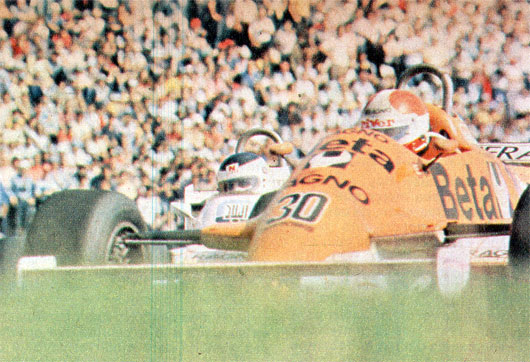
Siegfried Stohr in actie tijdens de Grote Prijs van Argentinië 1981.

Siegfried Stohr (Rimini, 10 oktober 1952) is een voormalig autocoureur uit Italië, die een seizoen Formule 1 reed. Hij werd vooral bekend door een incident op de startgrid van de Grand Prix van België in 1981.
Stohr, wiens vader een Duitser was, begon zijn racecarrière in karting en na enkele jaren in lagere autoraceklassen werd hij in 1978 Italiaans Formule 3-kampioen. In 1980 volgde een zege in Enna en een vierde plaats in het eindklassement van het Europese Formule 2-kampioenschap.
Met dank aan Italiaanse sponsoren kon hij een zitje veroveren in de Formule 1 bij het team van Arrows naast Riccardo Patrese. Tijdens de Belgische Grand Prix op Zolder verliep de startprocedure door een rijdersstaking rommelig en toen Patrese's auto op de grid afsloeg, sprong een Arrows-monteur op de baan om de wagen weer aan de praat te krijgen. Op hetzelfde moment werd de race gestart en Stohr, die de problemen niet kon zien, knalde vol achterop Patrese's auto, waar de monteur aan het werk was. De monteur kwam ervanaf met een gebroken been, maar Stohr was zeer geschrokken en zijn prestaties gingen achteruit. Nog voor het eind van het seizoen werd hij vervangen en een jaar later beëindigde hij zijn autosportcarrière.
Stohr begon vervolgens een rijschool in Misano en werd ook journalist. Voorts heeft hij een autobiografie geschreven.